# موفي سبوت

غلاف عدد 31 مايو 2006

موفي سبوت (بالإنجليزية: Moviespot)‏ تعني باللغة العربية النظرة على الأفلام (أو المعني الحرفي ضوء علي الفيلم)
هي مجلة تتكلم حول الأفلام الاجنبية والقاء الضوء علي الأفلام وتعرض الجديد منها ومقالات حول النجوم والأخبار السينمائية.
المجلة تأسست على الإنترنت عام 2004.توقف المشروع عام 2005 ومرة ثانية في ايار / مايو 2006 نشر آخر المواضيع أفضل تصميم.ليست كل مجلة حول الأفلام ولكن معظم الأفلام وكل واحد يمكن ان اشارك في كتابة القراء مدعون ان يصبحون محررين وعليهم تحديدد مصدر الصور والروابط.
المجلة غير مدعمة من أي من الشركات الكبري، مدعومه من المجتمع والقراء، وهو مشروع غير ربحي.

## يمكنك أن تجد الخصائص على المجلة
مراجعات الأفلام، والعروض الأولية والاستعراضات الهزليه ومتعة الألعاب.
المجلة باللغة الإنجليزية وقد اعلنت المجلة عن ظهور عدد باللغة العربية قريبا ولغات اخري.

## وصلات خارجية
- مجلة الأفلام (الموقع الرسمي لتحميل المجلة)